# 校友会
校友会（こうゆうかい）は、現在は学生自治会、生徒会および同窓会の名称である。また第二次世界大戦前は、一般に部活動、運動会および学芸会の上位組織を指すことが多い。後者を述べる。

## 概要
旧制中学校・高等女学校・実業学校・旧制高校・旧制専門学校・大学などでは課外活動があった。その上位組織として校友会が存在した。一般的に、校友会は、生徒と教職員が会員。学校長が会長であった。部活動の部長は教員が務めた。
戦後は生徒・学生が会長の生徒会・学生自治会となった。ただし戦前も自治組織が少なからず存在した。
旧制高校においては応援団も校友会に位置づけられ、対抗競技の際に原則として校友会員によって組織されるのが一般的だった。

## 組織
学校により差異がある。生徒会より多様である。

### 会員
生徒を通常会員、教職員を特別会員とした例が多かった。

### 役員
役員には学校側役員、生徒役員、学校側からも生徒からも選ばれる役員があった。一般に学校長が会長を務めた。以下要職を教師が務める例が多かった。
一方、生徒選出役員の選出母体は、各部活動から選ぶ（委員、理事、部長等の名称）、各クラスから選ぶ（委員、評議員、幹事等の名称）、全校もしくは上級生から選ぶ（委員、評議員、幹事、理事、書記、会計、総代等の名称）場合とがあり、複数の生徒役職がある学校も多かった。生徒の互選・選挙もしくは教師の指名で数名ずつか一名ずつ選ばれた。部活動からの場合の責任者（部長等）は教師でその下に生徒の部の役員（委員等）をおく場合が一般的だった。一部学校では生徒が責任者（部長）であった。
生徒役員は学校側役員の指揮の下事務を行うと規定される学校だけでなく、役職自体が直に意思決定できる規定を設けた学校もあった。学校によってはある役職が実質的に現在の生徒会長に近い役割を果たした学校もあった。ごく例外的に会長が生徒である例もあった。

### 決議及び協議機関
通例、役員会、委員会、評議会などの名称の役員会が設けられていた。20/30校の旧制中学で規定がある。役員会に生徒役員が参加していたと市山は見ている。一切の事項から一部事項（各部に対する予算金額の決定・協議・決算報告等）を決めた。役員会でも校長の権限が強かったと見ている。
総会は少数の学校であった。10/30校の旧制中学で規定している。

### 維持
会費を支払った。

## クラブ活動
現在の部活動と同様の活動が行われていた。

## 運動会
現在の運動会・体育祭と同様の物が行われていた。

## 学芸会・展覧会・バザー・紀念祭・（文化祭）
文化祭という名称の物は確認できないが現在と似たイベントは行われていた。

## 校友会誌・校友会雑誌
著名な作家の場合、校友会誌上で発表された作品が全集に収められることがある。

## 歴史
明治10年代終わりから設立され始め多くの学校は20年代後半以後に設立している放課後の運動するグループが自然発生的に出来それらを束ねるために出来たり学校側が設けたりして設立理由は様々である。自治権拡大のための校友会改革を求め学校騒動が起きた学校もあった。
1940年秋に文部省から「学校報国団ノ組織ニ関スル要綱」が出されほとんどの学校で1941年4月前後に校友会・学友会・自治会等は学校報国団に改組された。1941年8月に訓令と次官通牒が出され学校報国団の隊組織は学校報国隊とされた。1942年から学校報国隊が学徒勤労動員され始め年々強化されていった。
1945年（昭和20年）9月26日、文部省は学校報国団を解体し、自治的な校友会に再編するように通牒。これにより校友会・学友会等が復活、種々の再編を受け生徒会・学生自治会などとなり現在に至る。

## 事例
- 松本中学校 - 相談会（生徒全体会議）と矯風会（生徒の風紀取締機関）を設けそれぞれ正副会長を生徒が務めた。後に対外的にあわせる形で別に校友会が発足した。
- 島根県尋常中学校 - 同窓会という名称で会長及び役員が上級生から選挙した。
- 静岡中学校 - 委員長副委員長は互選により委員（生徒）中より会頭之を命じた。
- 東京府尋常中学校 - AS会（運動）以文会（学芸）を解散して学友会を設立した。
- 諏訪中学校 - 学友会は1898年 - 1912年、1914年 - 1948年まで生徒が会長だった。全校の選挙で選出した。
- 伊那中学校 - 1929年に生徒から校友会自主化が取り組まれた。生徒の一部が「校友権・自主権を確保せよ」と月曜会という組織を結成し雑誌を発行。クラス会の討議後「要求のほとんどが可決され校長も承認」。一方「月曜会に反対する保守派の生徒は同志会を結成し月曜会に対抗する活動を密かに始めた」。1929年4月の校友会幹事の選挙で月曜会は惨敗。選挙直後月曜会と同志会の間で暴力事件が発生。一部退学、一部関係者の検挙にまで発展した（『長野県史』）。
- 第二高等学校 - 校友会改革を要求の一つの柱に同盟休校が起きた。
- 東京帝国大学 - 学友会は内部対立で1928年に解散。
- 弘前高校 - 校長の校友会費横領により起きた同盟休校を太宰治が小説「学生群」に描いた。
- 旭川市立高等女学校 - 三浦綾子は民主的な自治会活動で校則を次々と変えていったことを後に述べている。